# Stanley Ketchel
Stanley Ketchel, vero nome Stanislaw Kiecal, soprannominato "The Michigan Assassin" (Grand Rapids, 14 settembre 1886 – Concord, 15 ottobre 1910), è stato un pugile statunitense.
La International Boxing Hall of Fame lo ha riconosciuto fra i più grandi pugili di ogni tempo.
La rivista Ring Magazine lo ha inserito al 6º posto nella propria classifica dei 100 più grandi puncher di ogni epoca.

## Gli inizi
I suoi genitori si chiamavano Thomas e Julia Kiecał. Il padre era immigrato dalla Polonia Prussiana, mentre la madre proveniva da Sulmierzyce, che si trovava nella Guberniya di Piotrków Trybunalski, nell'attuale Polonia centrale.
Iniziò a boxare come professionista nel 1903.
Sono note voci che illustrano l'originale metodo utilizzato da Ketchel per caricarsi di adrenalina prima dei match. Pare che immaginasse la propria madre, con cui aveva una relazione molto profonda, mentre veniva insultata dall'avversario. Che fosse vero o meno, il risultato provato è che Ketchel si avventava sull'avversario in modo furibondo, quasi fosse in preda ad un attacco di follia.

## La carriera
Picchiatore dalla potenza straordinaria, Ketchel divenne campione del mondo dei pesi medi nel 1908.
Sono passati alla storia i selvaggi quattro combattimenti validi per il mondiale con Billy Papke, che perse il primo ai punti il 6 aprile 1908, si impose nella rivincita grazie ad una scorrettezza, il 7 settembre 1908, e fu punito così duramente da Ketchel nel terzo, il 26 novembre 1908, da non essere addirittura riconosciuto dalla moglie, quando tornò a casa.
La quarta sfida fu vinta ancora da Ketchel, il 5 luglio 1909.
Nel frattempo Ketchel incontrò anche con il campione del mondo dei mediomassimi Philadelphia Jack O'Brien, pareggiando in 10 round, e sconfiggendolo per KO al 3º round in un incontro non valido per il titolo.
Il 16 ottobre 1909 Ketchel si batté addirittura con il campione mondiale dei massimi, il mitico Jack Johnson, riuscendo ad atterrarlo, prima di essere messo KO al 12º round, in un incontro di rara violenza che è passato alla storia.
Il 23 marzo 1910 Ketchel pareggiò un incontro con Frank Klaus, prima di affrontare, il 27 aprile 1910, un altro grandissimo peso massimo dell'epoca, Sam Langford, in un incontro impari, per la differenza di peso, che perse ai punti.

## L'assassinio
Indebolito da una vita sregolata – odiava gli allenamenti ed era molto più attratto dalle gozzoviglie e dalle avventure galanti, in particolare se pericolose – Ketchel, si ritirò, dopo un incontro sostenuto il 10 giugno 1910, che sarebbe stato il suo ultimo, nel ranch di un amico a Conway, nel Missouri.
Sperava in una rivincita contro Jack Johnson e aveva intenzione di rimettersi un po' in sesto.
R.P. Dickerson, così si chiamava l'amico che lo ospitava, aveva appena assunto una cuoca dal nome di Goldie Smith, e l'uomo da lei presentato come suo marito, tale Walter Kurz.
Si scoprì in seguito che Kurz era un nome falso – si chiamava Walter Dipley – e che questi e la Smith non erano sposati, si erano anzi conosciuti poco prima di essere assunti da Dickerson.
Il mattino del 14 ottobre 1910, Dipley venne rimproverato da Ketchel per aver picchiato un cavallo.
Il giorno seguente, dopo aver meditato di pareggiare i conti, Dipley sorprese Ketchel alle spalle, seduto al tavolo della colazione e, armato di un fucile calibro 22, gli intimò di alzare le mani.
Il pugile si mise in piedi e, mentre si stava girando, venne ferito mortalmente da un proiettile che gli trapassò una spalla e un polmone.
Mentre Ketchel era a terra, Dipley gli sfilò la piccola pistola che portava e lo colpì in faccia con la stessa. Contemporaneamente la Smith gli frugò nelle tasche e lo derubò.
Dopo essersi accordato con la Smith per rivederla, Dipley fuggì con il denaro di Ketchel.
Inconsapevole del fatto che il campione, agonizzante, fosse riuscito a rivelare ad un caposquadra del ranch di essere stato derubato da Goldie Smith, questa dichiarò alla polizia di aver subito un tentativo di violenza da parte di Ketchel, e che Dipley gli aveva sparato per difenderla.
Messa alle strette, poco dopo confessò la complicità nella rapina, ma dichiarò di non sapere che Dipley avesse intenzione di sparare.
In un tentativo di salvare la vita al giovane – Ketchel aveva compiuto 24 anni da un mese – R.P. Dickerson noleggiò appositamente un treno che avrebbe dovuto trasportarlo all'ospedale di Springfield, ma Ketchel spirò intorno alle sette di sera.
Le sue ultime parole furono: "Sono così stanco. Portatemi a casa da mia madre".
Dickerson offrì una taglia di $5.000 a chi catturasse vivo o morto Dipley – preferibilmente morto. Venne rintracciato il giorno seguente, in un ranch vicino.
Nel processo svoltosi nel gennaio 1911, Walter Dipley e Goldie Smith vennero dichiarati colpevoli di assassinio a scopo di rapina, e furono condannati al carcere a vita.
La condanna di Goldie Smith venne in seguito commutata in 17 mesi di carcere per la rapina.
Walter Dipley scontò invece 23 anni di reclusione, prima di essere scarcerato, e morì nel 1956, quasi altri 23 anni dopo la sua liberazione.
Stanley Ketchel venne sepolto nell'Holy Cross Cemetery di Grand Rapids (Michigan).